# Plakinastrella mixta
Plakinastrella mixta är en svampdjursart som beskrevs av Maldonado 1992. Plakinastrella mixta ingår i släktet Plakinastrella och familjen Plakinidae. Inga underarter finns listade i Catalogue of Life.